# Microtus guentheri
Microtus guentheri é uma espécie de roedor da família Cricetidae.
Pode ser encontrada nos seguintes países: Bulgária, Grécia, Irão, Iraque, Israel, Líbano, República da Macedónia, Sérvia e Montenegro, Síria e Turquia.